# Staberg
Staberg ist die Bezeichnung eines zentralen Stadtteils von Lüdenscheid und gehört zum statistischen Bezirk 01 (Innenstadt / Staberg / Knapp) von der Kreisstadt Lüdenscheid im westlichen Sauerland, Nordrhein-Westfalen. Speziell die Staberger Straße und ein Großteil der Breslauer Straße sowie die umliegenden Straßenzüge werden zum Staberg gezählt. Dieses Gebiet reicht von der westlich gelegenen Hochstraße bis zur östlich gelegenen Bräuckenstraße und von der nördlichen gelegenen Loher Straße bzw. Schlittenbacher Straße bis zur südlich gelegenen Hochstraße. Im Nordosten vom Staberg liegt die Innenstadt, während sich im Südosten der Stadtteil Wefelshohl anschließt.

## Bildungseinrichtungen

### Abendgymnasium Lüdenscheid
Im Gebäude des „Zeppelin Gymnasium“ gibt es das „Abendgymnasium Lüdenscheid“, welches eine Außenstelle des „Rahel-Varnhagen-Kolleg“ in Hagen ist. Es gibt vier Lehrer, die ausschließlich dort arbeiten und wird zurzeit von ca. 70 Studierenden verschiedener Altersstufen, Nationalitäten und Berufe besucht. Es kooperiert außerdem mit der Volkshochschule Lüdenscheid.
Auch Interessenten mit Hauptschulabschluss haben laut der Schule dort die Möglichkeit, den Mittleren Bildungsabschluss (Fachoberschulreife) nachzuholen und dann am Abendgymnasium ihre Ausbildung fortzusetzen. An der Schule werden als Abschlüsse angeboten: der mittlere Bildungsabschluss (Fachoberschulreife), die Fachhochschulreife („Fachabitur“) und die Allgemeine Hochschulreife (Abitur).

### Freie Christliche Grundschule Lüdenscheid
Eine Grundschule im Stadtteil Staberg ist die „Freie Christliche Grundschule Lüdenscheid“. Sie befindet sich an der Schützenstraße 35.

### Gemeinschaftsgrundschule Pestalozzi (GGS Pestalozzi)
In der Weißenburger Straße 14 liegt die „Gemeinschaftsgrundschule Pestalozzi“ (GGS Pestalozzi). Diese wurde 1897 als Ostschule von Lüdenscheid eröffnet. Das Gebäude der heutigen Pestalozzischule steht seit 1989 unter Denkmalschutz und gehört als Nr. 84 zur Liste der Baudenkmäler in Lüdenscheid. Der Bau steht im Eigentum der Stadt Lüdenscheid.

### JUH-Kindertagesstätte „Louise Scheppler“
Außerdem gibt es die evangelische Kindertagesstätte „Louise Scheppler“ der Johanniter-Unfallhilfe (JUH) an der Mittelstraße 11. Sie umfasst zwei Gruppen mit Kindern zwischen 3 Jahren und dem Schuleintrittsalter.

### Staberger Gymnasien
Im Stadtteil Staberg sind zudem das „Geschwister-Scholl-Gymnasium“ und das „Zeppelin-Gymnasium“ der Stadt Lüdenscheid beheimatet. Beide kooperieren schon länger als „Staberger Gymnasien“ miteinander und haben bereits eine langjährige Tradition in der Lüdenscheider Schul- und Stadtgeschichte. Das Gebäude des „Zeppelin-Gymnasium“ steht außerdem seit 1985 unter Denkmalschutz und gehört als Nr. 85 zur Liste der Baudenkmäler in Lüdenscheid. Das Schulgebäude befindet sich heute immer noch in städtischem Eigentum.
Zwischen den beiden Schulen wurde im Jahr 2011 innerhalb von 7 Monaten die Staberger Mensa errichtet. Die offizielle Eröffnung des Gebäudes fand am 21. November 2011 statt. Es dient seitdem als Mensa, aber auch als Veranstaltungs- und Aufenthaltsort für die Schüler. Der Bau hat außerdem einen Aufzug sowie eine Fotovoltaikanlage und Solarmodule für Warmwasser erhalten. An der Finanzierung des rund 1,4 Millionen Euro teuren Neubau beteiligten sich die Sparkasse Lüdenscheid mit 200.000 Euro sowie die Eltern der Schüler mit Spenden über rund 100.000 Euro.

### Städtische Kindertagesstätte „Pestalozzi“
Am Staberg gibt es an der Mittelstraße 20 zudem eine nach Johann Heinrich Pestalozzi benannte Kindertagesstätte in städtischer Regie. Sie umfasst zwei Gruppen mit Kindern zwischen 2 Jahren und dem Schuleintrittsalter.
Im Januar 2013 wurden in der städtischen Kindertagesstätte „Pestalozzi“ umfangreiche Umbauarbeiten durchgeführt, damit dort mehrere Betreuungsplätze für Kinder unter drei Jahren entstehen können.
Außerdem wurde aus einem Bericht der Lüdenscheider Nachrichten vom 17. April 2013 bekannt, dass in der Pestalozzi-Kindertagesstätte im Frühjahr 2013 für 15.000 Euro die Akustik verbessert und neue Außenspielgeräte angeschafft werden.

## Geschichte
Lt. einem Plan vom 1. April 1913 sollte an der heutigen Hauptverkehrskreuzung Bräucken sogar ein „Bahnhof Bräucken“ für die Eisenbahn entstehen. Bis heute ist dieses Gebiet von Lüdenscheid nie von der Eisenbahn erschlossen worden. Zu dieser Zeit war die Umgebung um das heutige Bräuckenkreuz fast noch nahezu unbebaut gewesen. Man kann auf der Karte aus dieser Zeit noch deutlich den ehemals ländlichen Charakter der Umgebung ersehen.

## Sehenswertes
Die unterschiedlichen Architekturstile des Stadtteils Staberg sowie die ausgedehnte Geschäfts- und Gastronomiewelt laden zu Spaziergängen ein. Die angrenzende Grünanlage „Loher Wäldchen“ ist ebenfalls ein interessant gestalteter Rückzugsort in der Stadt Lüdenscheid, der auch einige Spielmöglichkeiten für Kinder bietet.
Am 27. Juni 2012 wurde die neue SIKU // WIKING Modellwelt an der Schlittenbacher Straße 56a am Rande des Stadtteils Staberg offiziell eröffnet. Einen Tag zuvor fand die inoffizielle Eröffnung mit geladenen Gästen statt. Auf ca. 500 m² werden über 3.500 Ausstellungsstücke gezeigt. Führungen werden ebenfalls angeboten.

## Stadtbild

### Allgemein
Der Stadtteil Staberg ist vor allem durch sehr viele Mehrfamilienhäuser und kleinere Geschäfte geprägt. Im Westen des Stabergs schließt sich direkt die Lüdenscheider Fußgängerzone der Wilhelmstraße an die Loher Straße an. In diesem Bereich befinden sich auch viele Cafés und Gastronomiebetriebe. Mehrere Arztpraxen, Apotheken und gesundheitsrelevante Geschäfte vervollständigen die Grund-Infrastruktur in dem Stadtteil.

### Bräuckenkreuz
Das Umfeld des im Osten gelegenen Bräuckenkreuz bildet hinsichtlich der Einzelhandelsstruktur zusätzlich ein für die umliegenden Stadtteile relevantes Unterzentrum.

### Ehemaliges Gelände von Paulmann & Crone
Auf dem ehemaligen Gelände der insolvent gegangenen Firma „Paulmann & Crone“ wurden 2011 und 2012 neue Häuser für rund 40 Wohneinheiten mit jeweils zwei bis fünf Zimmern gebaut. Das alte, aber markante Verwaltungsgebäude der ehemaligen Firma (zur Breslauer Straße hin gelegen) soll aber weiterhin erhalten bleiben und mit Balkonen ausgestattet werden. Unter dem Innenhof soll es eine zentrale Tiefgarage für die Wohnneubauten geben. Im September 2010 war das Gelände noch ein Standort der Lichtkunst- und Lichtdesign-Ausstellung Lichtrouten Lüdenscheid gewesen.

### Gewerbegebiete
An der oberen Loher Straße sowie der angrenzenden Schlittenbacher Straße und Breslauer Straße befindet sich immer noch ein innenstadtnahes Gewerbegebiet mit mehreren größeren Betrieben. Ein zweites, größeres Gewerbegebiet erstreckt sich über die gesamte Länge der Bräuckenstraße bis zur weiter aufwärts gelegenen Werdohler Landstraße. Allerdings gehört das Gebiet ab der Schlittenbacher Straße bis zur Werdohler Landstraße hinauf zu den Stadtteilen Honsel und Eichholz.

### Städtische „Schulpychologische Beratungsstelle“
Ein historisches Gebäude ist die Staberger Straße 3. Der Bau wurde ursprünglich als Gerichtsgebäude errichtet. Heute beherbergt es die städtische „Schulpsychologische Beratungsstelle“ und steht auch weiterhin in städtischem Eigentum. Seit 1986 gehört das Gebäude als Nr. 57 zur Liste der Baudenkmäler in Lüdenscheid.

## Verkehrsanbindung

### Bahnverkehr
Die nächstliegenden Bahnhöfe sind der Bahnhof Lüdenscheid und alternativ im Lüdenscheider Stadtteil Brügge der Bahnhof Brügge (Westfalen). Der Bahnhof Lüdenscheid ist in 20–25 Gehminuten erreichbar, während man den Bahnhof Brügge (Westfalen) mit dem Auto oder per Bus in 20–30 Fahrminuten erreichen kann.

### Busverkehr
Die Anbindung des Stadtteils an den Öffentlichen Personennahverkehr erfolgt vor allem durch die Buslinie 40, sowie vielen weiteren innerstädtischen und regionalen Buslinien der Märkischen Verkehrsgesellschaft (MVG).
Wichtige Bushaltestellen des Stadtteils sind: „Geschwister-Scholl-Gymnasium“, „Wilhelmstraße“, „Eduardstraße“, „Staberger Straße“, „Mittelstraße“, „Schlittenbacher Straße“, „Bräuckenstraße“, „Bräucken“, „Grüner Weg“ und „Hochstraße“.

### Straßenverkehr
Die Anbindung an das Bundesautobahnnetz erfolgt über die nahegelegene Abfahrt Nr. 15 Lüdenscheid-Süd der A 45. Diese führt Richtung Norden nach Hagen und Dortmund sowie in Richtung Süden nach Siegen, Wetzlar, Gießen und Frankfurt am Main. Weitere Anschlussstellen sind die Abfahrten Nr. 13 Lüdenscheid-Nord und Nr. 14 Lüdenscheid der A 45. Auch die beiden Bundesstraßen B 54 und B 229 liegen in der Nähe vom Staberg und sind innerhalb weniger Fahrminuten gut erreichbar. Einige Parkplätze innerhalb vom Staberg sichern den Autofahrern Parkmöglichkeiten zu.
Unter dem „Staberg“ verläuft zur Entlastung der umliegenden Straßen und Viertel seit einigen Jahrzehnten der „Oberstadttunnel“.